# Amoria necopinata
Amoria necopinata is een slakkensoort uit de familie van de Volutidae. De wetenschappelijke naam van de soort is voor het eerst geldig gepubliceerd in 1983 door Darragh.